# Estación Roberto Payró
Roberto Payró es una estación ferroviaria de la localidad homónima, en el partido de Magdalena,  Provincia de Buenos Aires, Argentina. 

## Servicios
La estación correspondía al Ferrocarril General Roca de la red ferroviaria argentina. Fue clausurada por la dictadura militar en 1980.